# Kiczki Pierwsze
Kiczki Pierwsze – wieś sołecka  w Polsce położona w województwie mazowieckim, w powiecie mińskim, w gminie Cegłów.
W latach 1975–1998 miejscowość administracyjnie należała do województwa siedleckiego.
We wsi znajduje się  dwór pochodzący z przełomu XIX i XX wieku, w którym do 2000 roku mieściła się szkoła. Jednym z zabytków Kiczek jest kuźnia drewniana z lat 20. XX wieku, w środku miejscowości nad strugą Piaseczną usytuowany jest młyn wodny. Obiekt został wpisany do rejestru zabytków w 1962 roku.
W Kiczkach urodził się poeta i powieściopisarz Czesław Budzyński, również urodził się i został rozstrzelany Tadeusz Rżysko, funkcjonariusz MO i działacz komunistyczny.
Wierni Kościoła rzymskokatolickiego należą do parafii św. Anny w Kiczkach Drugich.

## Linki zewnętrzne

Zabytki
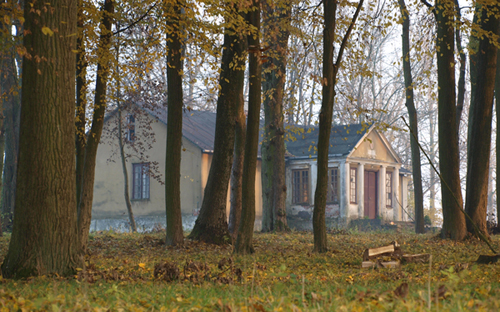
Dworek w Kiczkach
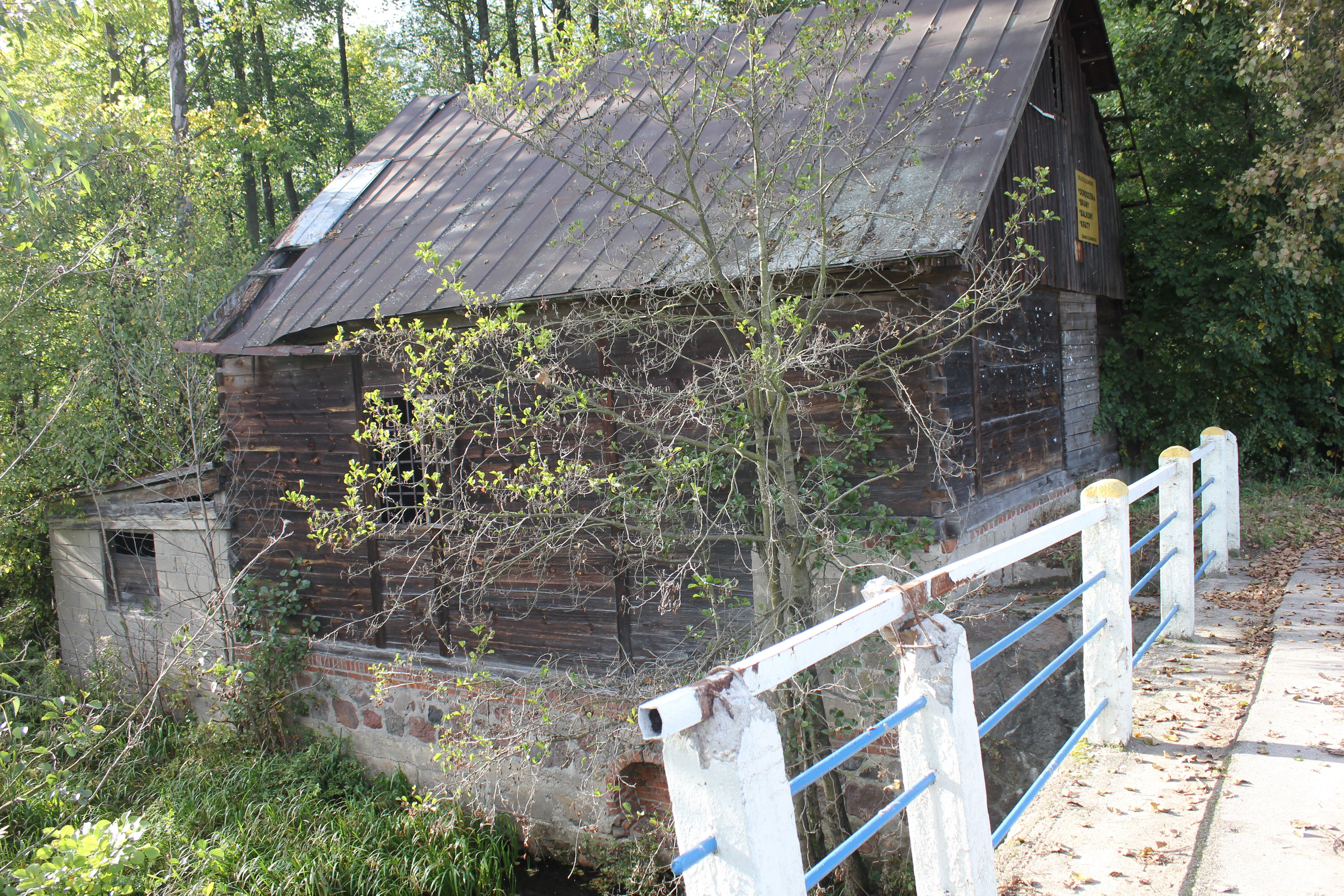
Młyn wodny z 1 poł. XIX
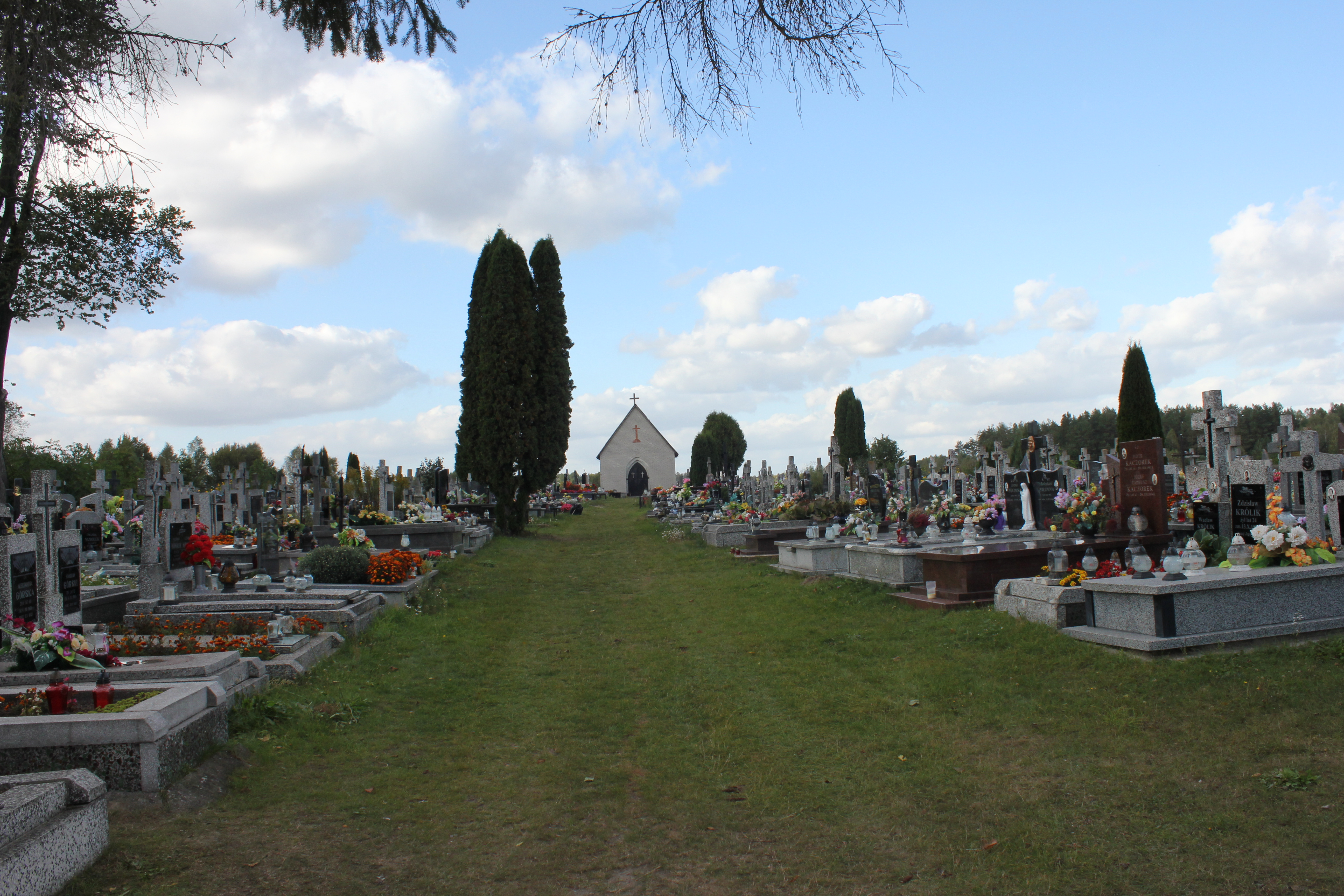
Cmentarz parafialny